# Palau-surroca
Palau-surroca és un nucli de població del municipi de Terrades, a l'Alt Empordà. El conjunt està inclòs en l'Inventari del Patrimoni Arquitectònic de Catalunya. Al cens de 2006 tenia 24 habitants.
Està situat al sud-est del nucli urbà de la població de Terrades, al costat del pla i del rec de Palau.

## Arquitectura
Es tracta d'un petit nucli format pel castell d'origen medieval, l'església de Sant Llorenç, integrada dins del mateix edifici que el castell, i diverses masies escampades formant el terme, a tocar de les construccions anteriors. En general, aquest masos són d'època moderna, aïllats, de grans dimensions i formats per diversos cossos adossats que condicionen les seves plantes. Presenten les cobertes de teula de dues vessants i estan distribuïts en planta baixa i pis, i també amb golfes. Majoritàriament, les obertures són rectangulars amb els emmarcaments bastits en pedra desbastada o carreus de pedra calcària ben escairats. També hi ha obertures d'arc rebaixat i d'altres han estat reformades. A l'interior, els edificis estan distribuïts en diverses crugies i presenten estances cobertes amb voltes de mig punt.
Les construccions són bastides en pedra desbastada de diverses mides i sense treballar, lligades en morter de calç.

## Història
El nom de Palau-surroca prové del resultat d'un casament entre una pubilla de la família Palau, senyors del castell, i un personatge de cognom Surroca, durant el segle xv.
El Castell de Palau-surroca té els seus orígens en la primitiva església de Sant Llorenç, datada al segle X que posteriorment fou fortificada afegint vers el segle xiii muralles i torres quan era senyor Berenguer Palau.
En el segle xiv fou reformat tal como ho testimonien els grans merlets de mantellet. Es té documentat un assalt, saqueig i incendi el dia 17 de novembre de 1794 a mans dels republicans francesos. L'any 1855 fou ocupat pels carlins. Posteriorment fou aprofitat com a masia i actualment s'utilitza com a segona residència.